# Вильдгалль
Вильдгалль (нем. Wildgall, итал. Collaspro) — гора в горной цепи Ризерфернергруппе системы Центральных Восточных Альп. Расположена в итальянской провинции Южный Тироль области Трентино-Альто-Адидже. С пиком 3273 м это третья по высоте вершина массива Ризерфернергруппе.

## Описание

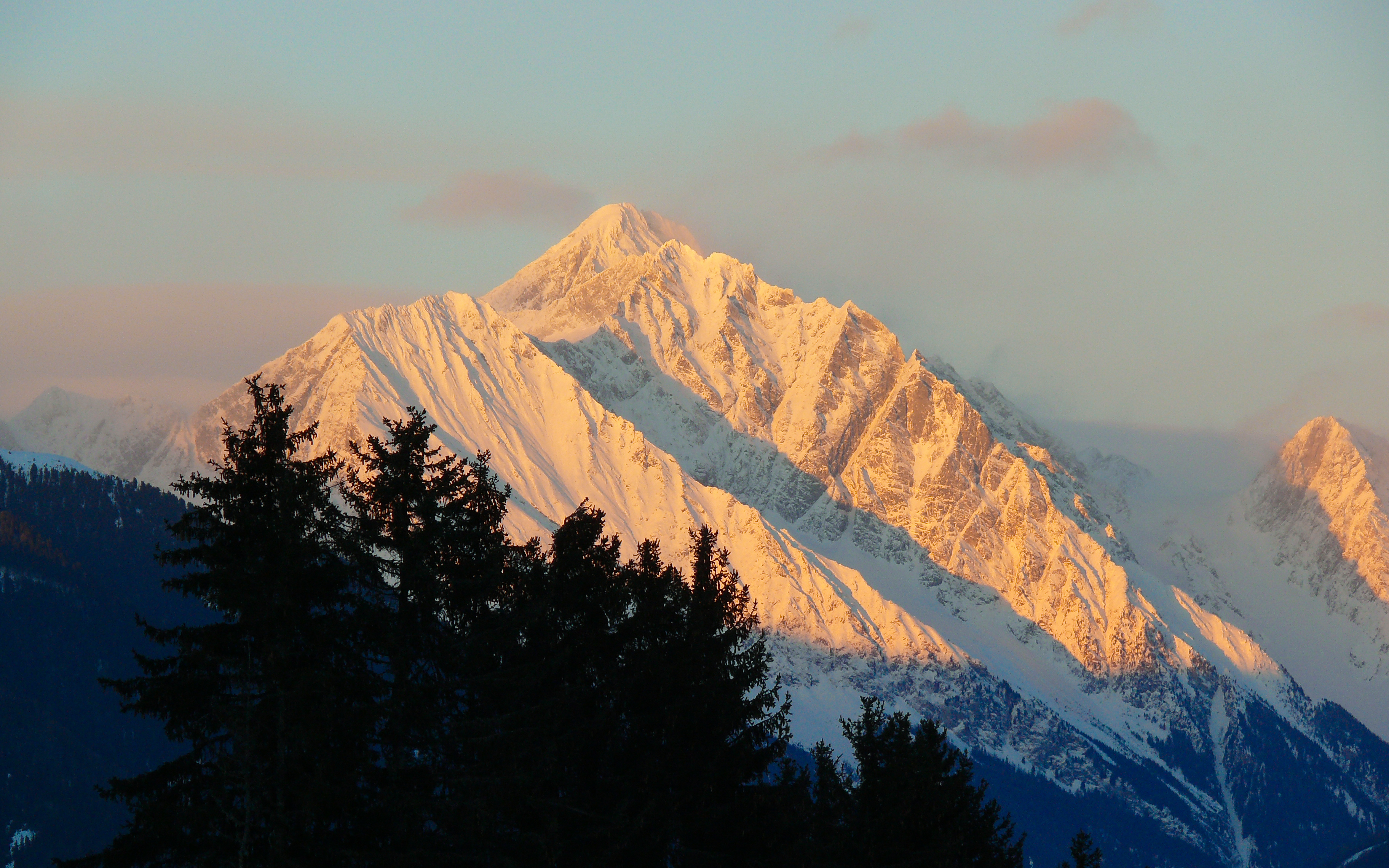
Хохгалль (на заднем плане) и Вильдгалль (на переднем плане) с юго-запада. Зимний вид

Гора Вильдгалль расположена в итальянской провинции Южный Тироль в природном парке Ризерфернер-Арн (итал. Parco Naturale Vedrette di Ries-Aurina). С юга вершина имеет форму массивной пирамиды с выдающимися кряжами.

## Восхождение

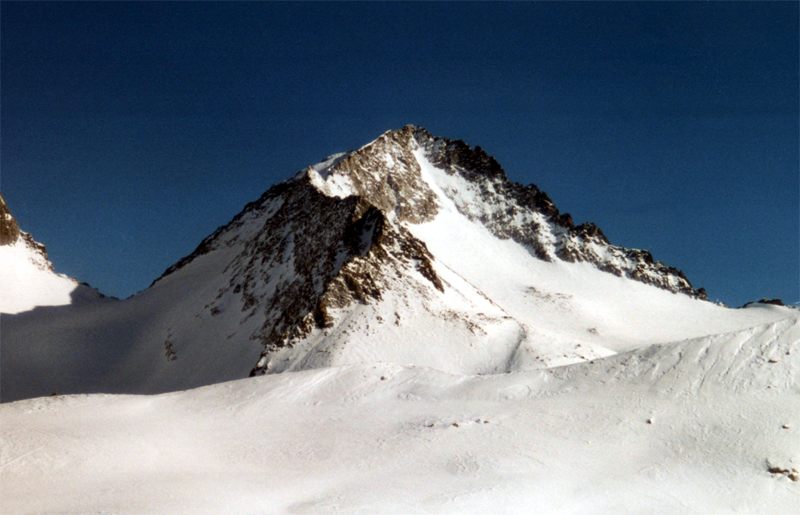
Вид на Вильдгалль с запада

Это самая трудная для восхождения из вершин массива Ризерфернергруппе. В результате она была впервые покорена сравнительно поздно. Первое зарегистрированное восхождение было совершено 18 августа 1872 года Виктором Хехтом из Праги и горными гидами Иоганном и Сеппом Ауссерхофером из Занд-ин-Тауферса.
Сейчас обычный путь на вершину начинается от хижины Касселер-Хютте на север примерно за четыре часа. Однако в связи с трудностью подъёма это делается относительно редко.